# 施托尔科
马克地区施托尔科（德語：Storkow (Mark)），简称施托尔科（德語：Storkow，發音：[ˈʃtɔʁkoː] ⓘ），是德国勃兰登堡州奥得-施普雷县的城市，面积180.72平方千米，2023年12月31日人口为9,491人。